# Disneyllon
Disneyllon foi um programa de TV que foi ao ar pelo Disney Channel. O programa era exibido uma vez por ano no dia 31 de dezembro, indo ao ar desde 2007.
No Disneyllon eram exibidos as séries e filmes vencedores da votação que acontecia no site Disney.com.br.

## Disneyllon 2011
O Disneyllon 2011 foi apresentado por Bruno Heder do Zapping Zone , Rodrigo Frampton e  Samuel Nascimento de Quando Toca o Sino.

Veja os vencedores do Disneyllon 2011:
- Competição de talento: Boa Sorte, Charlie!
- Irmão mais irritante: Max Russo de Os Feiticeiros de Waverly Place
- DXD ao máximo!: Os Guerreiros Wasabi
- Garota mais glamorosa: Rocky Blue de No Ritmo
- Como um peixe fora d’água: Chyna Parks de Programa de Talentos
- Episódio inédito:  “Dia de ausências” de Boa Sorte, Charlie!
- Filme do ano: 1. High School Musical 3: Ano da Formatura  e 2. Phineas e Ferb: Através da 2ª Dimensão

No decorrer do evento, também foram exibidas apresentações das produções latino-americanas do Disney Channel.